# Ludwig Lüders

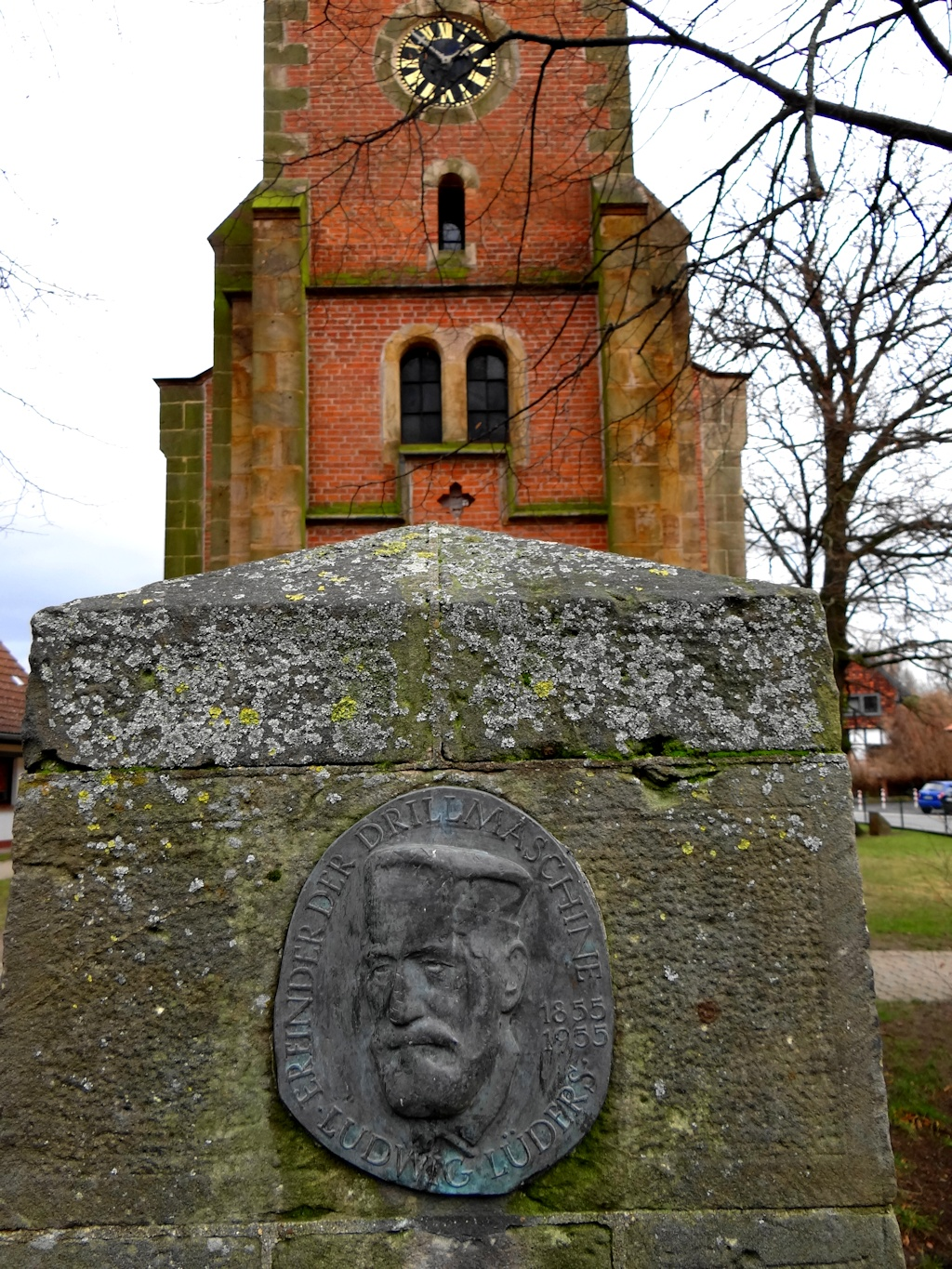
Denkmal für Ludwig Lüders vor der Christophorus-Kirche im Braunschweiger Stadtteil Leiferde.

Ludwig Lüders (* 21. März 1822 in Kirchberg bei Seesen; † 2. März 1908 in Braunschweig) war ein deutscher Dorfschullehrer und Kantor sowie der Erfinder und Konstrukteur der „Rübenkernlegemaschine“ zur Aussaat von Zuckerrüben.

## Leben und Werk
Lüders war der Sohn eines Holzhändlers. Von Ostern 1842 bis Dezember 1845 besuchte er die Präparandenanstalt in Wolfenbüttel, wo er zum Volksschullehrer ausgebildet wurde. Anschließend arbeitete Lüders zunächst als Hilfslehrer im Dorf Thiede, bevor er 1848 die Stelle des Dorfschullehrers in Leiferde bei Braunschweig antrat, die er fast 50 Jahre, bis zu seiner Pensionierung am 1. Oktober 1895, innehatte.
Um seinen Lebensunterhalt bestreiten zu können, gehörten zur Schule auch einige Morgen Ackerland, das Lüders selbst bestellte. Er baute auf seinem Land auch Zuckerrüben an. Die Aussaat dieser Hackfrucht war zu jener Zeit jedoch noch von sehr mühseliger und zeitaufwendiger Handarbeit zahlreicher Personen geprägt. Da es an Arbeitskräften mangelte, wurden auch Schulkinder zur Aussaat eingesetzt, was für diese aber zur Folge hatte, dass sie entweder den Unterricht versäumten, nur teilweise oder übermüdet daran teilnehmen konnten. Lüders beklagte die Auswirkungen dieser Kinderarbeit unter anderem 1862 in einem Artikel, den er im Braunschweigischen Magazin veröffentlichte.
Aus diesem Grund begann Lüders ab ca. 1850 mit ersten Versuchen zum Bau einer Sämaschine. Um 1855 war es ihm gelungen, ein gut funktionierendes Modell zu entwickeln. Nach weiteren Versuchen und Optimierungen, führte er schließlich einigen Bauern am 18. Februar 1860 die von ihm „Rübenkernlegemaschine“ genannte Maschine mit großem Erfolg vor. Im selben Jahr gewann Lüders bei einem Wettbewerb derartiger Maschinen in Mahndorf bei Halberstadt den 1. Preis.
Lüders’ Maschine revolutionierte die Zuckerrübenaussaat, da sie in der Lage war, drei unterschiedliche und aufeinanderfolgende Arbeitsgänge erheblich effizienter auszuführen: So zog die „Rübenkernlegemaschine“ eine gerade Furche, in die anschließend mittels eines sogenannten Zellenrades und einer Röhre die Saat gleichmäßig eingebracht werden konnte. Zum Abschluss verschloss eine an der Maschine angebrachte Walze die Furche wieder. Ein weiteres Rad an der Maschine markierte gleichzeitig die Position der nächsten Saatreihe.
1861 patentierte die Herzoglich Braunschweig-Lüneburgische Kreisdirektion in Braunschweig Lüders’ Maschine auf Empfehlung des Amtsrats der Domäne Steterburg. Die ersten 100 Maschinen stellte Lüders selbst in der Leiferder Schmiede her. Um sich aber wieder ganz dem Schuldienst widmen zu können, verkaufte er schließlich das Patent an die Braunschweiger Maschinenbauanstalt Heckner & Co., die seine Maschine dann in Serie produzierte. Eine nach Lüders’ Patent von Heckner & Co. gebaute Maschine mit der Nummer 86 befindet sich heute im Heimatmuseum in Schöningen.
Am 8. Mai 1895 wurde Lüders in Anerkennung seiner Leistungen der Herzogliche Verdienstorden verliehen. Nach seiner Pensionierung im selben Jahr, zog er zu seinem Schwiegersohn, der Ackerhof 1 in Braunschweig wohnte.
Lüders zu Ehren errichteten Landwirte aus Leiferde am 22. Dezember 1955 einen Gedenkstein mit seinem Porträt vor der dortigen Christophorus-Kirche.